# Canale della Grazia
Pour les articles homonymes, voir Grazia (homonymie).

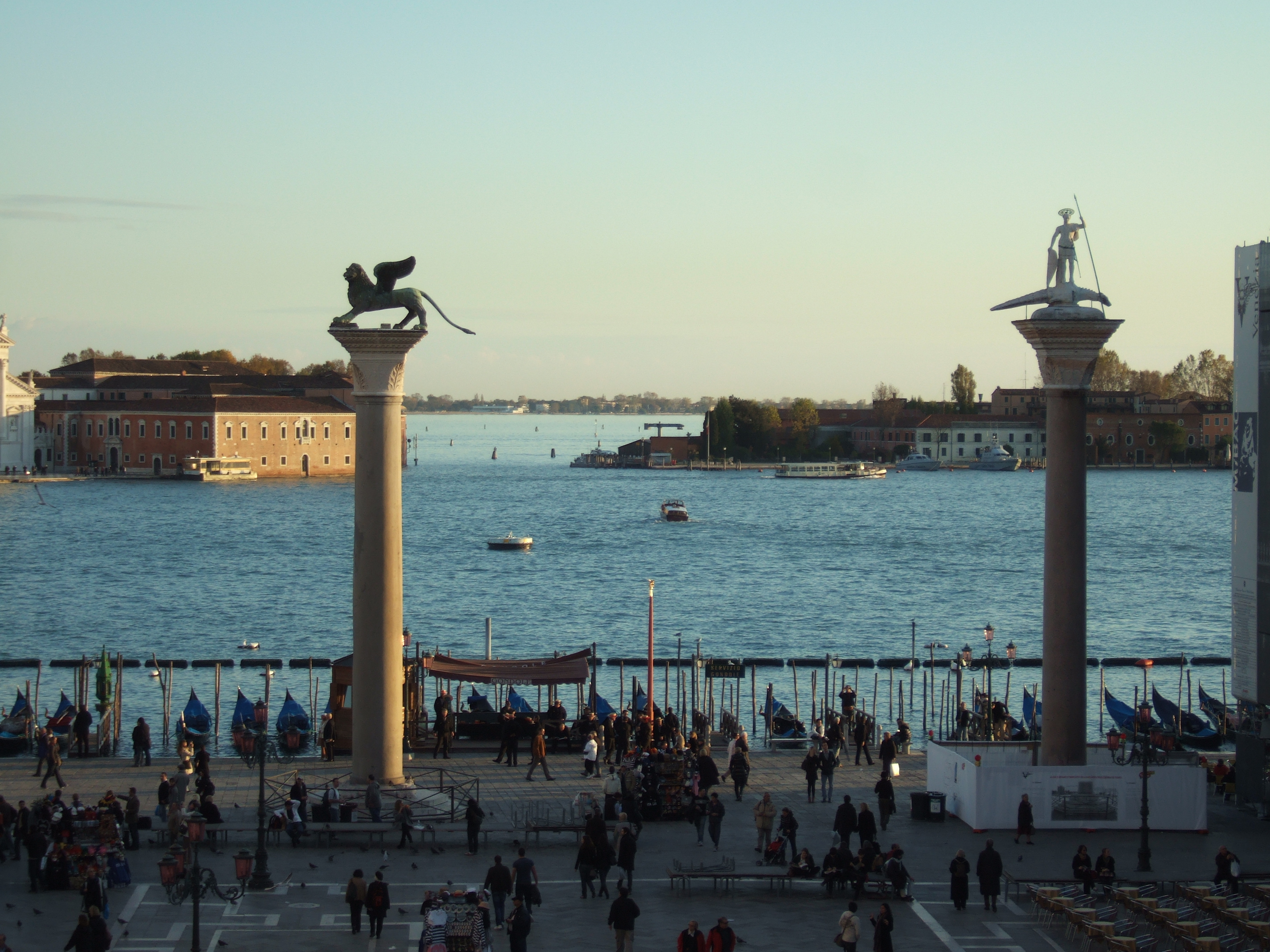
Le canal della Grazia, vu de la Piazzetta

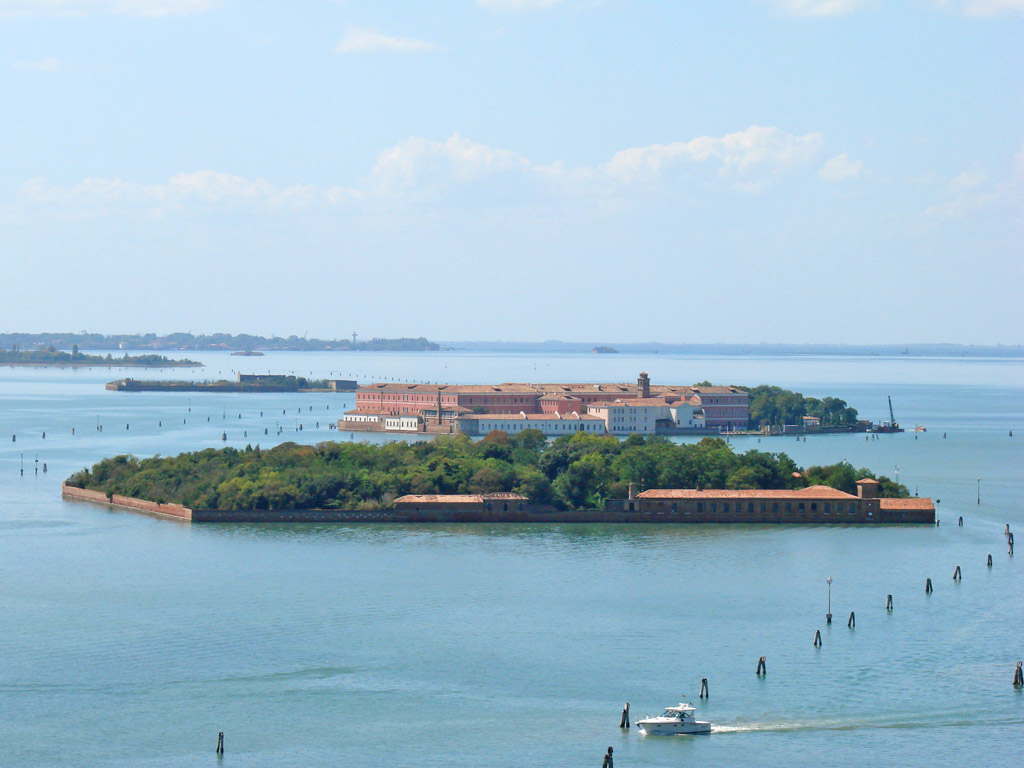
L'île de la Grazia, vu de San Giorgio

Le Canale della Grazia (en français : « canal de la Grâce ») ou canale di San Giorgio Maggiore  (« canal de Saint-Georges-Majeur ») est un canal de Venise entre l'île de Giudecca dans le sestiere de Dorsoduro et l'île de San Giorgio Maggiore dans le sestiere de San Marco. Il ouvre sur la lagune et l'île éponyme.

## Description
Le canale di San Giorgio Maggiore a une longueur d'environ 500 mètres.  